# Serge Money
Serge Money, né en 1975 à Afféry (Côte d'Ivoire), est un rappeur et avocat français. Célèbre pour avoir été membre du groupe Mafia Trece, il devient par la suite avocat spécialiste de droit pénal.

## Jeunesse
Serge Money naît en 1975 à Afféry en Côte d'Ivoire dans une fratrie de quatre enfants,.
A l'âge d'un an, il quitte son pays d'origine pour s'intaller à Ivry-sur-Seine en France, où il fait ses études jusqu'à son entrée à l'université. Ses parents vivent dans la cité Gagarine, dans le centre-ville.

## Carrière de rappeur
Serge Money intègre le groupe Mafia Trece, dans lequel il rappe sous le surnom de Cochise. En 1997, il devient célèbre pour avoir écrit et interprété le tube Je plaide pour la rue, de l'album disque d'or Cosa Nostra.

## Carrière d'avocat
Serge Money abandonne dans un premier temps ses études de droit après l'obtention de son Diplôme d'études universitaires générales afin de se consacrer au rap. Après le déclin de la Mafia Trece, il décide de se remettre à écumer les bancs de la faculté de droit de la Sorbonne à l'âge de 30 ans. Il prête serment en 2009. Il exerce à Paris.
En 2023, il défend Hicham Hammouti, le père de Nahel Merzouk.